# Pontificia università Giovanni Paolo II
La Pontificia università Giovanni Paolo II di Cracovia (in polacco: Uniwersytet Papieski Jana Pawła II w Krakowie), è stata istituita da papa Giovanni Paolo II che, l'8 dicembre 1981, emanò il motu proprio Beata Hedvigis con il quale prescriveva che la Pontificia accademia teologica (questo il nome ufficiale fino al febbraio del 2010) dovesse sorgere dall'antica facoltà di teologia dell'Università Jagellonica.

## Storia
La facoltà di teologia presso l'Accademia di Cracovia fu istituita su richiesta della regina Edvige e di suo marito Ladislao II Jagellone. L'11 gennaio 1397 papa Bonifacio IX sottoscrisse una bolla che concedeva la fondazione della facoltà. Nell'atto del 26 luglio 1400 la facoltà di teologia era elencata come la facoltà più importante dell'Accademia. I professori della facoltà furono coinvolti nella cristianizzazione della Lituania.
Durante il Regno di Polonia e oltre, all'epoca delle Spartizioni e dopo il ritorno all'indipendenza del 1918, la maggior parte dei rettori dell'Accademia di Cracovia erano scelti fra i teologi, che rappresentavano le personalità più eminenti. Grazie alla loro reputazione e al maggior numero di studenti, l'Accademia era uno dei principali centri di istruzione teologica in Polonia.
Durante la seconda guerra mondiale molti professori della facoltà furono prigionieri dei campi di concentramento nazisti. Nonostante le repressioni e le morti, l'istruzione fu portata avanti clandestinamente. Nel 1945 il corpo docente della facoltà accolse i professori dei territori polacchi orientali ceduti all'Unione Sovietica (ad esempio Leopoli).
Nel 1954 la facoltà di teologia fu abolita da un editto del governo comunista. Questa decisione, comunque, non pose termine all'esistenza di fatto e canonica della facoltà.
Nel 1959 la Santa Sede emanò un decreto secondo il quale la facoltà di teologia in osservanza del suo statuto "rimane sotto la supervisione dell'autorità ecclesiastica e in futuro si organizzerà secondo le leggi approvate dalla Sede Apostolica". Nel 1974 grazie all'impegno del cardinale Karol Wojtyła la facoltà poté fregiarsi del titolo onorifico di "pontificia".
Quindi la Pontificia accademia teologica continua le tradizioni della facoltà di teologia dell'Università Jagellonica. Cosponsorizza il Centro internazionale per gli studi scientifici interdisciplinari e finanzia opere accademiche tese a colmare il gap fra le scienze naturali e le scienze umanistiche.
Nel febbraio del 2010 la Pontificia accademia teologica ha assunto il nome di Pontificia università Giovanni Paolo II.

## Struttura organizzativa
Facoltà
- Teologia
- Filosofia
- Storia della Chiesa

Le facoltà comprendono istituti, anche interdipartimentali, con una o più specializzazioni:
- Istituto di Bioetica
- Istituto di Ecumenismo e Dialogo
- Scuola di lingue
- Corso post-diploma di giornalismo

## Corsi di studio
L'Accademia conferisce diplomi di master, licenze, dottorati e diplomi di abilitazione. Le facoltà cooperano con numerose università in Polonia e all'estero organizzando conferenze, sessioni e seminari interdisciplinari, anche internazionali.